# حاجی‌آباد (نصرت‌آباد، دو)
حاجی‌آباد یا چاه حسینعلی روستایی در دهستان نصرت‌آباد بخش نصرت‌آباد شهرستان زاهدان استان سیستان و بلوچستان ایران است.

## جمعیت
بر پایه سرشماری عمومی نفوس و مسکن در سال ۱۳۹۵ جمعیت این روستا ۹۵ نفر (۲۳خانوار) بوده‌است.